# Vodneanți, Vidin
Vodneanți (în bulgară Воднянци) este un sat în comuna Dimovo, regiunea Vidin,  Bulgaria. 

## Demografie
Componența etnică a satului Vodneanți
     Bulgari (96,32%)
     Nicio identificare (3,67%)
     Altele (0%)
La recensământul din 2011, populația satului Vodneanți era de 245 locuitori. Din punct de vedere etnic, majoritatea locuitorilor (96,32%) erau bulgari. Pentru 3,67% din locuitori nu este cunoscută apartenența etnică.